# Anton Foerster

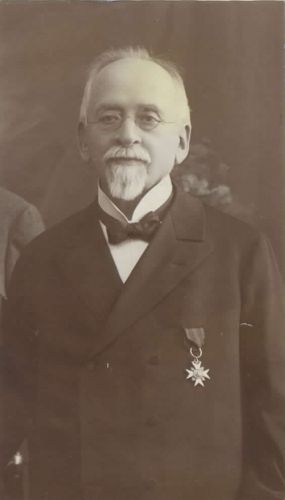
Anton Foerster

Anton Foerster (* 20. Dezember 1837 in Osenice, Böhmen; † 17. April 1926 in Novo mesto, Jugoslawien) war ein Komponist der Romantik.

## Leben
Anton Foerster war der Bruder von Josef Foerster. Geboren in Böhmen studierte er in Prag Jus und Musik. Zwischen 1865 und 1867 war er Organist und Chorleiter an der Kathedrale von Senj. 1867 wurde er Chorleiter des slowenischen Kulturvereins Čitalnica und Kapellmeister des Dramatischen Vereins. Er wirkte von 1868 bis 1909 als Domkapellmeister in Laibach und leitete ab 1877 die Orgelschule des Caecilienvereins. Foerster war Mitbegründer der Zeitschrift Cerkveni glasbenik, deren Redakteur er von 1878 bis 1908 war.

## Werke (Auswahl)
Anton Foerster komponierte die bis heute aufgeführte komische Oper Gorenjski slavček (1870–71 ursprünglich als Operette entstanden, zu deutsch Die Nachtigall von Oberkrain, auch Die Nachtigall von Gorenjska) und die Oper Dom in rod (zu deutsch Heim und Familie; 1919–23), außerdem Messen und Proprien, gab slowenische Volkslieder heraus und verfasste mehrere Lehrwerke.

## Gedenken
In Ljubljana trägt der Foersterjev vrt (Anton Foerster-Garten) an der Rimska cesta seinen Namen.